# 1986 UG
1986 UG är en asteroid i huvudbältet som upptäcktes den 30 oktober 1986 av de båda japanska astronomerna Takeshi Urata och Kenzo Suzuki i Toyota.
Asteroiden har en diameter på ungefär 3 kilometer.